# Mycerinus (Arnold)

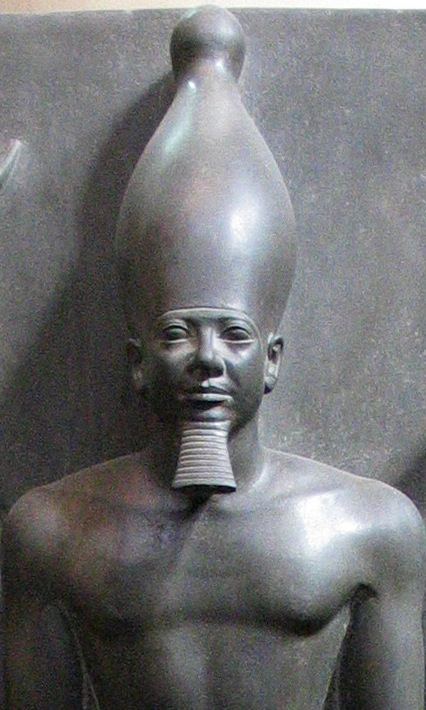
Faraon Mykerinos

Mycerinus – poemat angielskiego poety Matthew Arnolda, opublikowany w 1849 w tomie The Strayed Reveller, and Other Poems. Utwór jest napisany w części sekstyną, a w części wierszem białym (blank verse). Jego bohaterem jest egipski faraon Mykerinos (Menkaure).